# 菅又薫
菅又 薫（すがまた かおる、1873年6月2日 - 1950年4月26日）は、日本の医師、政治家。衆議院議員（2期）。

## 経歴
栃木県出身。東京医学専門学校（現東京医科大学）に学び、医師免許を取得後、1907年故郷で病院を開業する（菅又病院）。その後北高根沢村（現・高根沢町）長、塩谷郡会議員、栃木県会議員などを務める。この間、1932年に北高根沢村の隣の阿久津村（現・高根沢町）で起きた栃木県最大の小作争議（阿久津村事件）の調停に立った。
1942年の第21回衆議院議員総選挙で非推薦で立候補して当選する。戦後の1946年の第22回衆議院議員総選挙では日本進歩党から立候補して再選される。日本進歩党では総務委員となった。翌年の第23回衆議院議員総選挙には出馬せず政界を引退した。1950年死去。